# Hamilton López
Hamilton López (26 de octubre de 1983) es un exfutbolista guatemalteco que jugó como defensa en varios clubes nacionales como Achuapa, Municipal, Xelajú, Malacateco, Nueva Concepción, Mixco, Carchá y representó a la selección absoluta de Guatemala en varias ocasiones. Su último Club fue el Deportivo Achuapa de la Liga Nacional de Guatemala con el que debutó y se retiró a la vez.

## Clubes
| Club                              | País      | Año         |
| --------------------------------- | --------- | ----------- |
| Club Social y Deportivo Municipal | Guatemala | 2009 - 2010 |
| Deportivo Malacateco              | Guatemala | 2010 - 2011 |
| Club Social y Deportivo Municipal | Guatemala | 2011 - 2015 |
| Xelajú Mario Camposeco            | Guatemala | 2015        |
| Deportivo Achuapa                 | Guatemala | 2021        |

- Datos: Q5891627